# Didone abbandonata (Niccolò Piccinni)
Didone abbandonata è un'opera seria in tre atti del compositore Niccolò Piccinni su libretto di Pietro Metastasio.
Fu rappresentata per la prima volta l'8 gennaio 1770 al Teatro Argentina di Roma.

## Rappresentazioni in tempi moderni e registrazioni
Quest'opera fu rappresentata per la prima e unica volta in tempi moderni e registrata il 24 ottobre 2003 a Parigi. L'esecuzione de La Cappella della Pietà dei Turchini fu diretta da Antonio Florio, mentre i cantanti che si esibirono furono Roberta Invernizzi, Maria Ercolano, Dionisa Di Vico, Luca Dordolo e Milena Georgieva.